# Swetlana Jurjewna Baskowa
Swetlana Jurjewna Baskowa (russisch Светлана Юрьевна Баскова; * 25. Mai 1965 in Moskau) ist eine sowjetische bzw. russische Filmregisseurin.

## Leben
Baskowa studierte am Moskauer Architektur-Institut mit Abschluss 1989. Seit 1996 beschäftigt sie sich mit Video und Film.
Ihren Debüt-Film Kokki - beguschtschi doktor (Kokki, der rennende Doktor) drehte Baskowa 1998 nach ihrem eigenen Drehbuch. Eine der Hauptrollen spielte Sergei Pachomon. Die Premiere fand am 17. Februar 1999 im Moskauer Filmklub Sine Fantom statt. Es folgten Seljony slonik (Der Grüne Elefant) (1999), Pjat butylok wodki (Fünf Flaschen Wodka) (2001) und Golowa (Der Kopf) (2003). Ihre Filme sind Arthouse-Filme von hohem künstlerischen Niveau für Programmkinos.
Die Arbeit an dem Film Sa Marksa ... (Für Marx ...) (2012) über den Kampf zwischen unabhängiger Arbeitergewerkschaft und Neuen Russen begann Baskowa 2010. Die Premiere fand am 5. April 2013 in Uljanowsk statt.
Seit 2011 ist Baskowa Direktorin des zusammen mit Anatoli Osmolowski 2011 gegründeten Instituts Basa, in dem zeitgenössische Kunst gelehrt wird. Sie kuratiert Ausstellungen junger Künstler beispielsweise im Moskauer Zentrum Krasni im Gebäude der Fabrik Roter Oktober.

## Festival-Teilnahmen (Auswahl)
- Underground Festival Paris 2006
- Kinotawr Sotschi 2012[11]
- Internationale Filmfestspiele Berlin 2013